# Adrian Văncică
Adrian Văncică (n. 18 martie 1977, Târgoviște) este un actor român de film, teatru, televiziune și voce. A absolvit Universitatea Națională de Artă Teatrală și Cinematografică „Ion Luca Caragiale” din București, Facultatea de Teatru, specialitatea actorie la clasa prof. univ. dr. Mircea Albulescu. Este actor angajat al Teatrului Nottara din București și interpretul lui Celentano, prietenul de băutură al lui Firicel a lu' Cimpoaie (Cuzin Toma) din Las Fierbinți, serialul de comedie difuzat pe ProTV.
A fost nominalizat la Premiul Gopo pentru cel mai bun actor în rol secundar în 2009 pentru rolul Vali Iordache din filmul Boogie și 2018 pentru rolul polițistului din Ultima zi. A câștigat Gopo pentru cel mai bun actor în 2025 pentru rolul din Anul Nou care n-a fost.
Este fiul lui Ion Văncică și al Mariei Ionescu de la Brad, nepoata lui Ion Ionescu de la Brad.

## Filmografie
- Visul lui Liviu (2004) - Umbra
- Hârtia va fi albastră (2006) - sergent Pană
- Margo (2006) - Tudor
- Doi Crai (2007)
- Boogie (2008) - Iordache
- Cutia de viteze (2008) - Craiu
- Amintiri din Epoca de Aur 1: Tovarăși, frumoasă e viața! (2009) - vocea asistentului fotografului
- Amintiri din Epoca de Aur 2: Dragoste în timpul liber (2009) - primul șofer
- Medalia de onoare (2009) - Sorin
- Marți, după Crăciun (2010)
- Visul lui Adalbert (2011) - Fildeș Croitoru
- Așteptând zorile (2011) - Radu
- Bora Bora (2011) - jandarm
- Tată deocamdată (2011)- Doru
- Mamaia (2013) - Remus
- Roxanne (2013)
- America, venim! (2014)
- Un etaj mai jos (2015)
- 6,9 pe Scara Richter (2016) - Robert
- Bacalaureat (2016) - Gelu T
- Ultima zi (2016) - polițistul
- Scurtcircuit (2017)
- Alice T. (2018) - Nelu
- Cadoul de Crăciun (2018) - tatăl
- Iubirea descurcată (2022) - Bogdan Stan
- Anul Nou care n-a fost (2024) - Gelu

## Piese de teatru
- Scandal la operă
- Vacanță în Guadelupa
- Metoda
- 39 de trepte
- Hangița
- Zeul măcelului
- În cădere liberă

## Legături externe
- Filme cu Adrian Văncică - www.cinemagia.ro